# Álvaro Carpe
Álvaro Carpe (Murcia, 5 giugno 2007) è un pilota motociclistico spagnolo, vincitore della MotoGP Rookies Cup nel 2024.

## Carriera

### Gli inizi
Carpe ha fatto il suo debutto nella JuniorGP nel 2022, con il team STV-MT Helmets-MSI, su una KTM. A causa della minore età, non ha potuto partecipare alle prime tre gare del campionato. Campionato concluso al trentunesimo posto senza ottenere punti.
Nel 2023, Carpe è diventato uno dei migliori piloti della JuniorGP: ha gareggiato per il team Laglisse Academy, ottenendo quattro piazzamenti a podio classificandosi terzo in campionato dietro ad Ángel Piqueras e Luca Lunetta. Nello stesso anno ha debuttato nella Red Bull Rookies Cup classificandosi secondo, con due vittorie dietro nuovamente a Piqueras.
Nel 2024, Carpe ha gareggiato in entrambi i campionati dell'annata precedente vincendoli entrambi. Nella fattispecie vinto tre gare nella JuniorGP e quattro nella Red Bull Rookies. Inoltre, sempre nel 2024 debuttò nel motomondiale, nella categoria Moto3, con una wild card nel Gran Premio della Solidarietà tenutosi a Barcellona.

### Motomondiale
Nel 2025 è pilota titolare in Moto3, il compagno di squadra è José Antonio Rueda. Apre la stagione conquistando il podio al Gran Premio di Thailandia.

## Risultati nel motomondiale
| 2024 | Classe | Moto |  |  |  |  |  |  |  |  |  |  |  |  |  |  |  |  |  |  |  |    |  |  | Punti | Pos. |
| ---- | ------ | ---- |  |  |  |  |  |  |  |  |  |  |  |  |  |  |  |  |  |  |  | -- |  |  | ----- | ---- |
| 2024 | Moto3  | KTM  |  |  |  |  |  |  |  |  |  |  |  |  |  |  |  |  |  |  |  | 19 |  |  | 0     |      |

| 2025 | Classe | Moto |   |    |   |    |   |   |   |   |   |   |   |    |    |  |  |  |  |  |  |  |  |  | Punti | Pos. |
| ---- | ------ | ---- | - | -- | - | -- | - | - | - | - | - | - | - | -- | -- |  |  |  |  |  |  |  |  |  | ----- | ---- |
| 2025 | Moto3  | KTM  | 2 | NC | 6 | 11 | 8 | 4 | 4 | 3 | 2 | 4 | 5 | 12 | 10 |  |  |  |  |  |  |  |  |  | 139   |      |

| Legenda | 1º posto        | 2º posto            | 3º posto            | A punti      | Senza punti        | Grassetto – Pole position Corsivo – Giro più veloce |
| Legenda | Gara non valida | Non qual./Non part. | Ritirato/Non class. | Squalificato | '-' Dato non disp. | Grassetto – Pole position Corsivo – Giro più veloce |